# Slaget ved Warszawa
Slaget ved Warszawa var et slag under den polsk-sovjetiske krig. Det blev udkæmpet mellem 12. og 25. august 1920 og endte med, at russerne led nederlag. På sovjetisk side omkom 15.000, 500 blev savnet, 10.000 sårede og 66.000 taget som krigsfanger. De polske tab var langt mindre: 4.500 polske soldater omkom, 10.000 blev savnet og 22.000 skadet.
Både bolsjevikkerne og udenlandske magter havde regnet med, at Polen ville være let at besejre. Polakkernes sejr lammede bolsjevikstyrkerne, og i de følgende måneder sikrede flere polske sejre Polens uafhængighed og østgrænse. Den polsk-sovjetiske krig blev afsluttet ved Riga-freden året efter.

## Baggrund
I kølvandet på 1. verdenskrig kæmpede Polen for at bevare sin nyvundne selvstændighed, efter at denne var gået tabt i forbindelse med landets tre delinger, den sidste 24. oktober 1795. I dette lå også sikringen af landets grænser, således som disse var slået fast i Międzymorze-planen, udarbejdet af Józef Piłsudski og overdragelse af territorier fra nabolandene Rusland, Tyskland og det tidligere Østrig-Ungarn.
Under ledelse af Piłsudski blev den anden polske republik proklameret på samme dag, som våbenhvile blev indgået, 11. november 1918. Landets grænser blev imidlertid ikke endelig fastlagt før i 1921 efter polakkernes sejr i den polsk-sovjetiske krig. Polens grænser blev omstridte. I øst blev de trukket længere mod øst end den såkaldte Curzonlinjen, som var den foreslåede grænse før krigen. Dette førte til, at Polen fik en betydelig ukrainsk og hviderussisk minoritet.
På denne tid var bolsjevikkerne også i færd med at få overtaget i den russiske borgerkrig efter at have påført De Hvide nogle kraftige nederlag. Vladimir Lenin anså Polen for at være nødvendig for at kunne udøve indflydelse på resten af Europa og sprede kommunismen vest over, særligt i Tyskland hvor blandt andet Den bayerske sovjetrepublik var blevet etableret. I den bolsjevikiske agitation blev det sagt, at den korteste vej til Berlin og Paris var gennem Warszawa.
Begge parter deltog i den polsk-ukrainske krig, og i foråret 1920 måtte de polske styrker trække sig tilbage. Kamphandlingerne blev i realiteten videreført som den polsk-sovjetiske krig. På sovjetisk side håbede man, at hvis Warszawa faldt, ville dette ikke bare føre til, at den polske kampmoral blev skadet, men også at dette kunne udløse kommunistiske oprør i vest, således at Den røde Hær kunne støtte særlig det kommunistiske oprør i Tyskland. Under ledelse af Semjon Budjonnyj brød de sovjetiske styrker gennem de polske forsvarslinjer i juni 1920.
Virkningen af de sovjetiske gennembrud blev katastrofal for polakkerne, og alle forsvarslinjer faldt sammen. 4. juli Mikhail Tukhatsjevskij brød igennem fra Hviderusland over Berezina, og 19. juli erobrede Den røde Hær Hrodna og nåede Białystok den 28. juli.

## Slagplaner

### Polske
Indledningsvis opstilledes de polske kampvogne i de forsvarslinjer, som var etablerede af Tyskland under 1. verdenskrig. Piłsudskis plan var at stoppe den sovjetiske fremrykning på hans venstre flanke og etablere et hovedkvarter ved Bug og Brest-Litovsk, men denne plan mislykkedes, da dette område umiddelbart faldt. Derefter gik den polske plan ud på at splitte den sovjetiske fremrykning i midten, hvor der også var mulighed for at få lidt hjælp af geografiske faktorer.
I august havde Piłsudski etableret et hovedkvarter i Belweder, og der herskede stor usikkerhed med hensyn til, hvordan styrkerne skulle fordeles, således at flankerne fik nødvendig styrke, samtidig med at forsvaret af Warszawa var tilstrækkeligt.. Da Piłsudski personlig ville have kommandoen i fronten, var der en stor risiko for, at han kunne blive taget som krigsfange eller blive dræbt. For at undgå at dette skulle lamme den politiske beslutningsevne, deponerede han sin afskedsansøgning som statschef og øverstkommanderende hos statsministeren.
Den polske logistik var ret kompliceret, da der blev benyttet skydevåben fra seks forskellige produktionslande, og alle brugte forskellig ammunition. Videre var udstyret i den nye stats hær i dårlig tilstand, hvor mange soldater eksempelvis ikke havde fodtøj.
På den anden side havde polakkerne, ifølge dokumenter som blev fundet i det polske militærarkiv i 2005, den fordel både i planlægningen og under slaget, at den polske kryptoanalyse allerede i september 1919 havde knækket den sovjetiske kode. Løjtnant Jan Kowalewski skal have stået bag dette og blev i 1921 tildelt ordenen Virtuti Militari.

### Sovjetiske
Den sovjetiske øverstkommanderende Mikhail Tukhatsjevskijs plan var at omringe Warszawa ved at krydse Wisła ved Włocławek og så angribe byen fra nordvest. Derved ville han gentage den vellykkede russiske manøvre mod byen under novemberopstanden i 1831. Da blev Wisła krydset ved Toruń, og byen blev indtaget næsten uden modstand, og den polske modstand mod Det russiske kejserrige blev knust. Videre ville denne operation afskære de polske forsyningslinjer fra havnebyen Gdańsk, som var den eneste havn, som havde kapacitet til at tage imod de nødvendige militære forsyninger.

## Slaget
I indledningen af slaget rykkede den sovjetiske 4. arme i henhold til sin slagplan over Wkra-floden og frem til Włocławek. Den 15. og 3. arme rykkede i retning af Modlin-fortet, og den 16. arme rykkede direkte mod Warszawa. Samtidig, 12. august indledte den sovjetiske 16. arme angrebet på Radzymin, blot 23 km øst for Warszawa, og indtog byen dagen efter. Disse indledende fremgange for Den røde Hær medførte, at Piłsudski måtte forcere sine planer med 25 timer.

### Første fase
Slagets første fase bestod af det sovjetiske angreb på byen. Dette blev indledt 12. august med et større angreb på det polske brohoved i bydelen Praga.
Samtidig bølgede kampene frem og tilbage i Radzymin, og i denne situation forlod alle udenlandske diplomater Warszawa, bortset fra repræsentanterne for Storbritannien og Den hellige Stol. Da Radzymin faldt, var forbindelseslinjerne til den polske 5. armé under kommando af Władysław Sikorski brudt, og denne måtte kæmpe på tre fronter.
Imidlertid klarede den følgende nat et Ułan-regiment at bryde gennem de sovjetiske linjer og komme den polske 5. armé til undsætning. Samtidig klarede Ułan-regimentet at ødelægge en radiostation ved Ciechanów, som tilhørte den sovjetiske 4. armé,, således at denne havde blot en enkelt sendefrekvens tilbage, som den polske efterretningstjeneste kunne aflytte. For ikke at afsløre at den sovjetiske kode var brudt, blokerede radiostationen i Warszawa denne frekvens ved at sende oplæsninger af Første Mosebog på latin og polsk og på den måde hindre den sovjetiske 4. armé i at få ordren fra Tukhatsjevskij om at rykke syd over.

### Anden fase
Slagets anden fase bestod i hovedsagen af de polske modangreb. Den røde Armés 27. infanteridivision nåede landsbyen Izabelin, blot 13 km fra selve Warszawa, men dette skulle også vise sig at være det nærmeste, Den røde Hær skulle komme hovedstaden. På grund af svigtende kommunikation og egenrådige sovjetiske kommandanter troede Tukhatsjevskij, at alt gik efter planen, mens hans styrker i stedet gik i den polske fælde.
Som en følge af de politiske intriger i den sovjetiske ledelse og en konflikt mellem Aleksandr Jegorov og Tukhatsjevskij undlod Budjonnyj på dette tidspunkt at følge ordren fra Tukhatsjevskij om at rykke ind mod Warszawa fra sin position på den sydlige flanke og svækkede i stedet denne ved at vende sig og rykke østover for at komme Josef Stalin, som da var chefkommissær på den sydvestlige front, til undsætning i hans forsøg på at indtage den belejrede Lviv.
Det polske modangreb blev indledt 14. august, og kampene om den lille by Nasielsk førte til polsk overtagelse af den ødelagte by dagen efter. Samme dag blev også Radzymin generobret, hvilket var meget opmuntrende for den polske kampmoral. Videre kunne Sikorski 5. armé presse de sovjetiske styrker bort fra Warszawa-området, hvor alt det, Polen havde af kampvogne og pansrede køretøjer blev sat ind, inklusive to polske pansertog. Den polske fremrykning gik hurtigt, op til 30 km daglig.

### Tredje fase
Slagets tredje fase er kendetegnet ved, at de polske styrker i henhold til deres slagplan pressede den sovjetiske angrebsstyrke i centrum tilbage fra Warszawa og skabte derved en stor åbning i den sovjetiske frontlinje. Allerede om aftenen den 16. august havde de polske styrker generobret Włodawa (i dagens Lublin voivodskap) og brudt den sovjetiske 16. armés forbindelsesmuligheder. Også Piłsudski var overrasket over, hvor hurtigt de klarede at slå den sovjetiske styrke tilbage, da fremrykningen var op til 70 km på 36 timer. For de sovjetiske styrker på flankerne var det umuligt at fortsætte kampene, og den sydlige flanke var allerede stærkt svækket som følge af, at Budjonnyj allerede havde forladt området. De polske styrker udnyttede til fulde den sovjetiske forvirring og svækkelse. Tukhatsjevskij havde sit hovedkvarter i Minsk og indså den 28. august, at angrebet på Warszawa var mislykket og beordrede Den røde Hær til at trække sig tilbage til omorganisering for at forbedre logistikken og standse den polske fremrykning. Den isolerede 16. armé måtte imidlertid overgive sig til polakkerne, mens der i centrum herskede fuldt kaos. Nogle divisioner prøvede at kæmpe sig videre mod Warszawa, mens andre flygtede i panik. Tukhatsjevskij havde mistet kontakten med de fleste af sine styrker, og kun 15. armé havde tilstrækkelig kontakt og blev sat til at sikre retræten for 4. armé, som var længst mod vest.
Den 21. august var al sovjetisk modstand ovre, og hovedstyrken havde trukket sig over Bug. Den 31. august var de sidste styrker fra den nordvestlige front også trukket helt tilbage.

## Virkninger
Selv om polakkerne opnåede at slå det sovjetiske angreb tilbage, havde strategien ikke været helt vellykket, da de sovjetiske styrker havde held med at rykke længere frem end forventet.
Den røde hær led store tab med omkring 15.000 døde, 500 savnede og 65.000 internerede, sammenlignet med de polske tab med omkring 4.500 døde, 22.000 sårede og 10.000 savnede. Mellem 25.000 og 30.000 sovjetiske soldater formåede at komme over grænsen til Østpreussen og blev internerede der, før de blev sendt til Rusland efter at have nedlagt våben og udstyr. Polen erobrede omtrent 231 artillerienheder og 1.023 maskingeværer.
Det sovjetiske nederlag var et stort prestigenederlag for de involverede sovjetiske ledere, blandt dem Lenin. Videre slog det bunden ud af planerne om bistand til kommunistiske oprør i særlig Tyskland, men også i Litauen.
For den polske selvbevidsthed var sejren imidlertid meget vigtig, især efter nederlagene i Ukraine, og udfaldet åbnede vejen for afslutningen af den polsk-sovjetiske krig ved Riga-freden, som blev undertegnet den 18. marts 1921.